# Monocoque

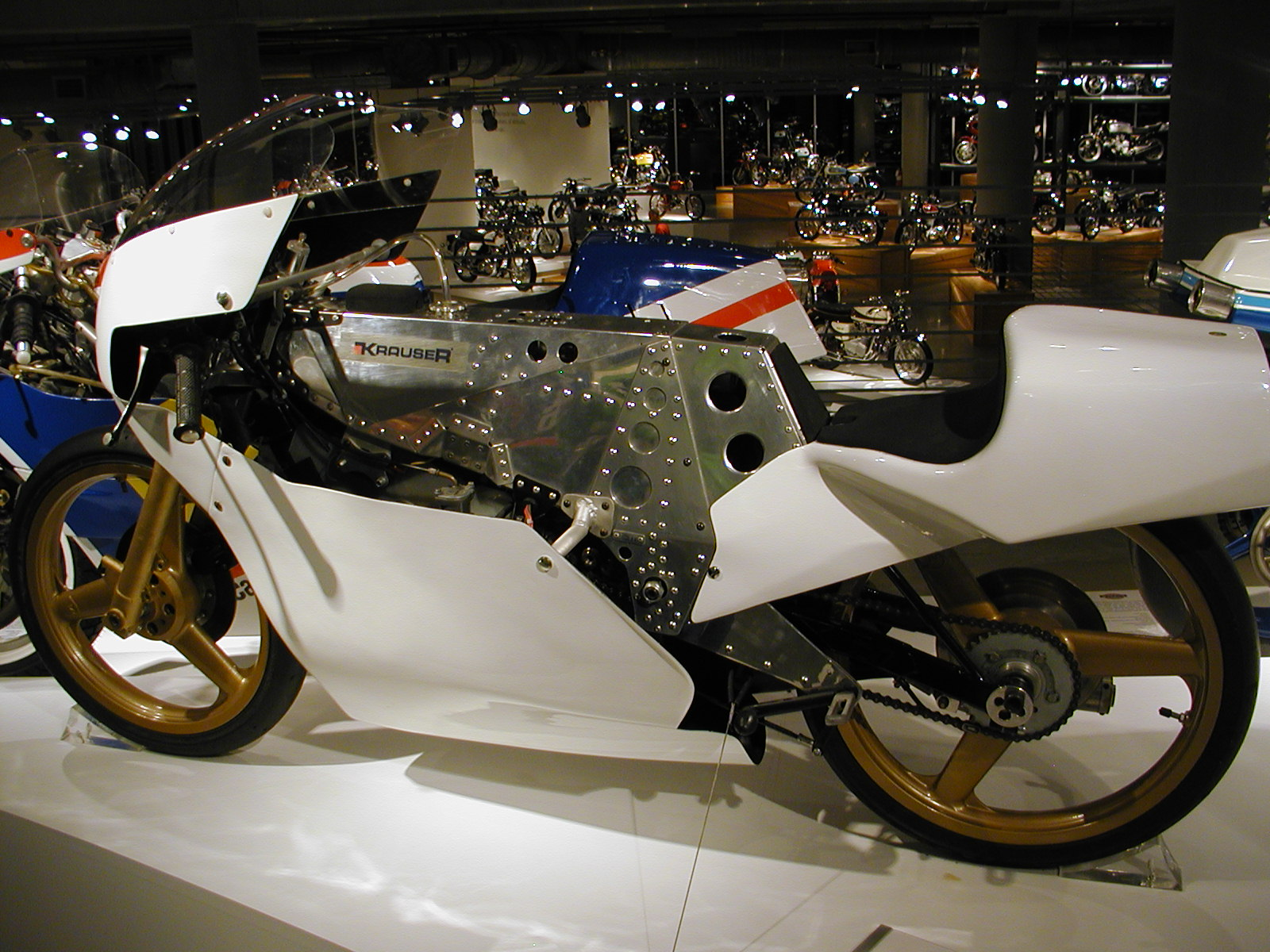
Monocoque frame op een Krauser 80 cc wegracer uit 1983

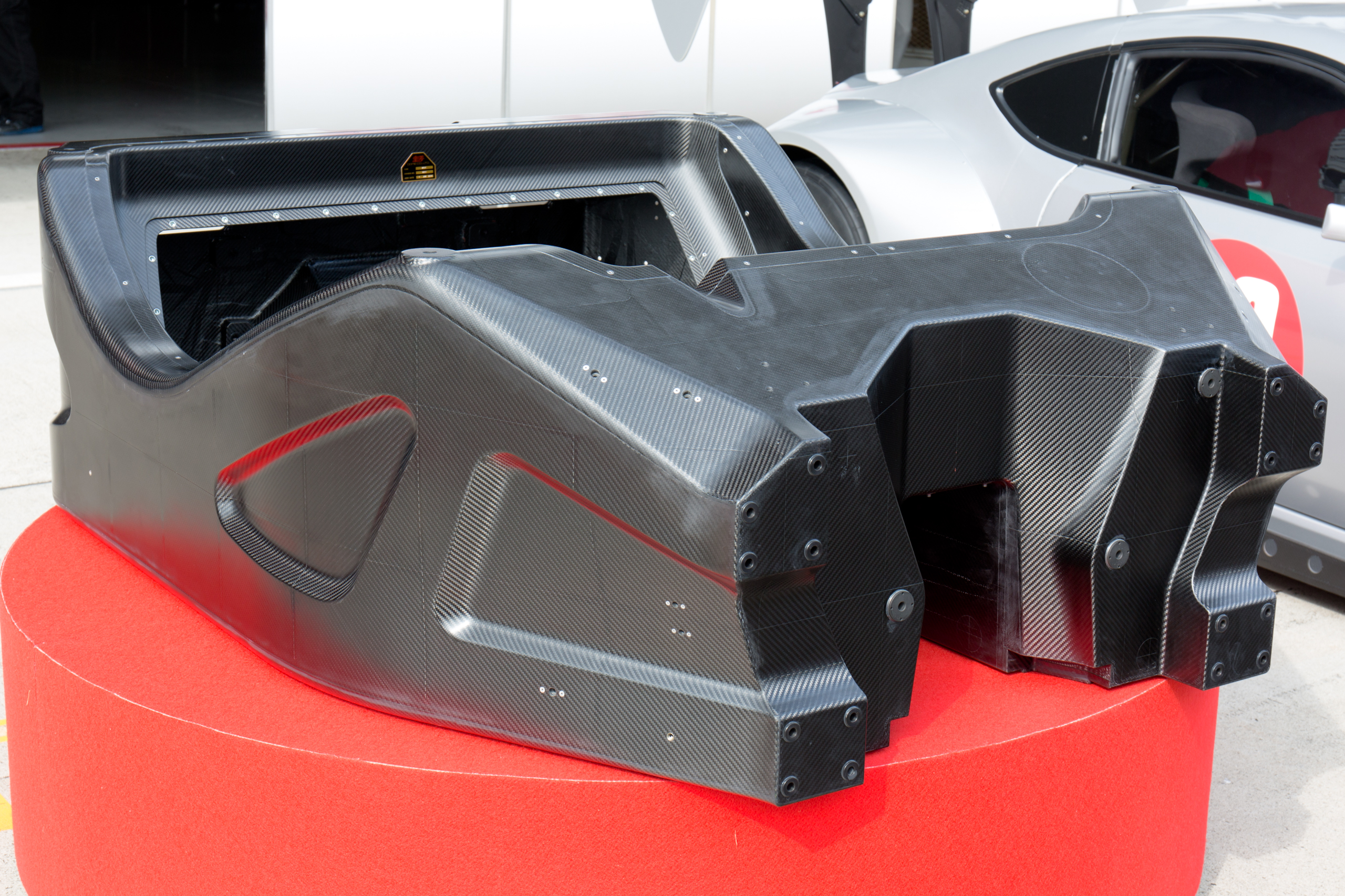
GTA Dome M101 monocoque

Monocoque is samengesteld uit ”mono” (het Griekse woord voor enkel) en ”coque” (het Franse woord voor schaal). Het is een constructietechniek, waarbij de dragende constructie wordt gevormd door de schaal, ofwel de buitenhuid, zonder inwendige versterkingen. Een ei is hiervan een goed voorbeeld uit de natuur.
Een monocoque is licht en torsiestijf, echter de productie is zeer bewerkelijk.
De belasting wordt hierbij opgenomen door de buitenhuid van een object, in tegenstelling tot constructies met een frame- of een vakwerkconstructie, die vervolgens wordt voorzien van een niet-dragende buitenhuid.
Deze techniek werd in de jaren 30 voor het eerst toegepast in de vliegtuigindustrie.

## Motorfietsen
Bij motorfietsen is een monocoque een frameconstructie bestaande uit doosvormig profiel van aluminium of koolstofvezel. Dit werd vanaf de jaren '50 toegepast op racemotorfietsen en begint langzamerhand door te dringen in de productiemotorfietsen.
In de monocoque is vaak de brandstoftank geïntegreerd, evenals andere ruimten, bijvoorbeeld voor accu of olietank. Het is een bijzonder stijve constructie, in de jaren tachtig op grote schaal gebruikt bij lichte wegrace-motorfietsen.

## Auto's
De monocoque is thans gemeengoed bij monoposto's (eenzitsraceauto's), zoals in de Formule 1. Dit verhoogt de veiligheid, doordat het de coureur beter beschermt in geval van een ongeval.